# Brett Reed
Brett A. Reed (Oakland, 12 luglio 1972) è un batterista statunitense, conosciuto per la sua militanza nei Rancid, punk band dal 1991, anno della fondazione, al 2006, anno in cui ha lasciato il gruppo in favore di Branden Steineckert.

## Discografia con i Rancid
- 1993 - Rancid (Epitaph Records)
- 1994 - Let's Go (Epitaph Records)
- 1995 - ...And Out Come the Wolves (Epitaph Records)
- 1998 - Life Won't Wait (Epitaph Records)
- 2000 - Rancid (Epitaph Records)
- 2003 - Indestructible (Hellcat Records)